# Белые тучи
Белые тучи — советский полнометражный художественный фильм режиссёра Роллана Сергиенко. Снят в 1968 году по одноимённому роману Александра Сизоненко о драматичном периоде коллективизации в СССР в 1920—1930-е годы.

## Сюжет
Главный герой, давно покинувший родное украинское село, получает известие, что его отец тяжело болен и находится при смерти. Отец, пламенный коммунист, в послереволюционное время занимался раскулачиванием. Его соседи, вынужденные расставаться со своим имуществом, предупреждали его о неизбежном возмездии.
Спустя годы блудный сын возвращается к отцу. По дороге домой он вспоминает детство, раскулачивание и коллективизацию.

## В ролях
- Юрий Дубровин — отец
- Юрий Назаров — сын
- Владимир Олексеенко — Луценко
- Лаймонас Норейка — Андреев

## Создатели картины
- Режиссёр — Роллан Сергиенко
- Ассистент режиссёра — Роман Балаян
- Сценарист — Александр Сизоненко
- Оператор-постановщик — Михаил Беликов
- Оператор — Виталий Зимовец
- Композитор — Валентин Сильвестров
- Директор фильма — Алексей Ярмольский

## Производство, цензура, прокат
Фильм подвергся серьёзной цензуре — было вырезано много «идеологически некорректных» сцен. В частности, вырезали сцены с тогда ещё только восходящей звездой Маргаритой Тереховой.
Прокат картины был ограничен, фильм посмотрели 1,9 млн зрителей.

## Восприятие
«На киностудии Довженко Роллан Сергиенко снял один из лучших своих фильмов — сын едет к отцу и пытается переосмыслить всю жизнь: свою и семьи. Жизнь, которая состоит из сплошных катастроф…».
Сергей Тримбач, кинокритик, киновед, председатель Национального союза кинематографистов Украины.